# Hamrångefjärden, Gästrikland
För orten, se Hamrångefjärden.
Hamrångefjärden är en sjö i Gävle kommun i Gästrikland och ingår i Hamrångeåns huvudavrinningsområde. Sjön är 9 meter djup, har en yta på 13,6 kvadratkilometer och är belägen 1,3 meter över havet. Sjön avvattnas av vattendraget Hamrångeån.

## Delavrinningsområde
Hamrångefjärden ingår i det delavrinningsområde (675397-157200) som SMHI kallar för Utloppet av Hamrångefjärden. Medelhöjden är 11 meter över havet och ytan är 38,76 kvadratkilometer. Räknas de 90 avrinningsområdena uppströms in blir den ackumulerade arean 510,12 kvadratkilometer. Avrinningsområdets utflöde Hamrångeån mynnar i havet. Avrinningsområdet består mestadels av skog (59 procent). Bebyggelsen i området täcker en yta av 1,43 kvadratkilometer eller 4 procent av avrinningsområdet.